# Mom Peak
Mom Peak är en bergstopp i Antarktis. Den ligger i Östantarktis. Nya Zeeland gör anspråk på området. Toppen på Mom Peak är 3 260 meter över havet.
Terrängen runt Mom Peak är varierad. Mom Peak är den högsta punkten i trakten. Trakten är obefolkad. Det finns inga samhällen i närheten.